# Olivier Delaître
Olivier Delaître (Metz, 1 juni 1967) is een voormalig tennisser uit Frankrijk, die tussen 1986 en 2000 in het professionele circuit actief was.
Delaître was vooral succevol in het dubbelspel met vijftien toernooizeges en elf finaleplaatsen.

## Palmares
| Legenda                       | Legenda               |
| ----------------------------- | --------------------- |
| Grand Slam                    |                       |
| Olympische Spelen             |                       |
| tot 2009                      | vanaf 2009            |
| Tennis Masters Cup            | ATP Finals            |
| ATP Masters Series            | ATP Tour Masters 1000 |
| ATP International Series Gold | ATP Tour 500          |
| ATP International Series      | ATP Tour 250          |

### Dubbelspel
| Nr.                           | Datum             | Toernooi         | Ondergrond    | Partner             | Tegenstanders in finale             | Score            | Details |
| ----------------------------- | ----------------- | ---------------- | ------------- | ------------------- | ----------------------------------- | ---------------- | ------- |
| Gewonnen finales heren dubbel |                   |                  |               |                     |                                     |                  |         |
| 1.                            | 10 februari 1991  | ATP Guarujá      | Hardcourt     | Rodolphe Gilbert    | Shelby Cannon Greg Van Emburgh      | 6–2, 6–4         | Details |
| 2.                            | 7 februari 1993   | ATP Marseille    | Tapijt (i)    | Arnaud Boetsch      | Ivan Lendl Christo van Rensburg     | 6–3, 7–6         | Details |
| 3.                            | 9 januari 1994    | ATP Doha         | Hardcourt     | Stephane Simian     | Shelby Cannon Byron Talbot          | 6–3, 6–3         | Details |
| 4.                            | 19 juni 1994      | ATP Halle        | Gras          | Guy Forget          | Henri Leconte Gary Muller           | 6–4, 6–7, 6–4    | Details |
| 5.                            | 28 augustus 1994  | ATP Long Island  | Hardcourt     | Guy Forget          | Andrew Florent Mark Petchey         | 6–4, 7–6         | Details |
| 6.                            | 18 september 1994 | ATP Bordeaux     | Hardcourt     | Guy Forget          | Diego Nargiso Guillaume Raoux       | 6–2, 2–6, 7–5    | Details |
| 7.                            | 22 juli 1995      | ATP Washington   | Hardcourt     | Jeff Tarango        | Petr Korda Cyril Suk                | 4–6, 6–2, 6–2    | Details |
| 8.                            | 23 februari 1997  | ATP Antwerpen    | Hardcourt (i) | David Adams         | Sandon Stolle Cyril Suk             | 3–6, 6–2, 6–1    | Details |
| 9.                            | 26 juli 1998      | ATP Stuttgart    | Gravel        | Fabrice Santoro     | Joshua Eagle Jim Grabb              | 6–1, 3–6, 6–3    | Details |
| 10.                           | 4 oktober 1998    | ATP Toulouse     | Hardcourt (i) | Fabrice Santoro     | Paul Haarhuis Jan Siemerink         | 6–2, 6–4         | Details |
| 11.                           | 11 oktober 1998   | ATP Bazel        | Hardcourt (i) | Fabrice Santoro     | Piet Norval Kevin Ullyett           | 6-3, 7-6(5)      | Details |
| 12.                           | 25 oktober 1998   | ATP Lyon         | Tapijt (i)    | Fabrice Santoro     | Tomás Carbonell Francisco Roig      | 6–2, 6–2         | Details |
| 13.                           | 25 april 1999     | ATP Monte Carlo  | Gravel        | Tim Henman          | Jiří Novák David Rikl               | 6–2, 6–3         | Details |
| 14.                           | 29 augustus 1999  | ATP Long Island  | Hardcourt     | Fabrice Santoro     | Jan-Michael Gambill Scott Humphries | 7–5, 6–4         | Details |
| 15.                           | 3 oktober 1999    | ATP Toulouse     | Hardcourt (i) | Jeff Tarango        | David Adams John-Laffnie de Jager   | 3-6, 7-6(2), 6-4 | Details |
| Verloren finales heren dubbel |                   |                  |               |                     |                                     |                  |         |
| 1.                            | 29 augustus 1993  | ATP Long Island  | Hardcourt     | Arnaud Boetsch      | Marc-Kevin Goellner David Prinosil  | 7–6, 5–7, 2–6    | Details |
| 2.                            | 5 mei 1996        | ATP München      | Gravel        | Diego Nargiso       | Lan Bale Stephen Noteboom           | 6–4, 6–7, 4–6    | Details |
| 3.                            | 20 oktober 1996   | ATP Toulouse     | Hardcourt (i) | Guillaume Raoux     | Jacco Eltingh Paul Haarhuis         | 3–6, 5–7         | Details |
| 4.                            | 16 februari 1997  | ATP Marseille    | Hardcourt (i) | Fabrice Santoro     | Thomas Enqvist Magnus Larsson       | 3–6, 4–6         | Details |
| 5.                            | 19 oktober 1997   | ATP Lyon         | Tapijt (i)    | Fabrice Santoro     | Ellis Ferreira Patrick Galbraith    | 6–3, 2–6, 4–6    | Details |
| 6.                            | 11 januari 1998   | ATP Doha         | Hardcourt     | Fabrice Santoro     | Mahesh Bhupathi Leander Paes        | 4–6, 6–3, 4–6    | Details |
| 7.                            | 12 april 1998     | ATP Chennai      | Hardcourt     | Maks Mirni          | Mahesh Bhupathi Leander Paes        | 7–6(5), 3–6, 2–6 | Details |
| 8.                            | 19 april 1998     | ATP Tokio        | Hardcourt     | Stefano Pescosolido | Sébastien Lareau Daniel Nestor      | 3–6, 4–6         | Details |
| 9.                            | 16 augustus 1998  | ATP Cincinnati   | Hardcourt     | Fabrice Santoro     | Mark Knowles Daniel Nestor          | 1–6, 1–2, opgave | Details |
| 10.                           | 22 augustus 1999  | ATP Indianapolis | Hardcourt     | Leander Paes        | Paul Haarhuis Jared Palmer          | 3–6, 4–6         | Details |
| 11.                           | 16 januari 2000   | ATP Auckland     | Hardcourt     | Jeff Tarango        | Ellis Ferreira Rick Leach           | 5–7, 4–6         | Details |

## Prestatietabel
| Legenda | Legenda                          |
| ------- | -------------------------------- |
| g.t.    | geen toernooi gehouden           |
| l.c.    | lagere categorie                 |
| –       | niet deelgenomen                 |
| G       | uitgeschakeld in de groepsfase   |
| 1R      | uitgeschakeld in de eerste ronde |
| 2R      | uitgeschakeld in de tweede ronde |
| 3R      | uitgeschakeld in de derde ronde  |
| 4R      | uitgeschakeld in de vierde ronde |
| KF      | uitgeschakeld in de kwartfinale  |
| HF      | uitgeschakeld in de halve finale |
| F       | de finale verloren               |
| W       | het toernooi gewonnen            |
| w-v     | winst/verlies-balans             |

### Prestatietabel grand slam, enkelspel
| Toernooi        | 1986 | 1987 | 1989 | 1990 | 1991 | 1992 | 1993 | 1994 | 1995 | 1996 | 1997 | 1998 |
| --------------- | ---- | ---- | ---- | ---- | ---- | ---- | ---- | ---- | ---- | ---- | ---- | ---- |
| Australian Open | –    | –    | 2R   | 3R   | –    | 2R   | 1R   | 2R   | 4R   | 1R   | –    | –    |
| Roland Garros   | 1R   | 1R   | 1R   | 1R   | 3R   | 1R   | 2R   | 4R   | 1R   | 1R   | 2R   | 2R   |
| Wimbledon       | –    | –    | –    | 2R   | –    | 2R   | 2R   | 2R   | 3R   | –    | –    | –    |
| US Open         | –    | –    | 2R   | 1R   | –    | 1R   | 1R   | 1R   | 1R   | –    | –    | –    |

### Prestatietabel grand slam, dubbelspel
| Toernooi        | 1987 | 1988 | 1989 | 1990 | 1991 | 1992 | 1993 | 1994 | 1995 | 1996 | 1997 | 1998 | 1999 | 2000 |
| --------------- | ---- | ---- | ---- | ---- | ---- | ---- | ---- | ---- | ---- | ---- | ---- | ---- | ---- | ---- |
| Australian Open | –    | –    | 1R   | 2R   | –    | –    | –    | 1R   | 1R   | 2R   | –    | 3R   | 3R   | 1R   |
| Roland Garros   | 1R   | 2R   | 1R   | 2R   | 1R   | 2R   | 1R   | 1R   | 1R   | 2R   | 3R   | 1R   | 2R   | 1R   |
| Wimbledon       | –    | –    | –    | –    | –    | –    | 3R   | 2R   | 3R   | –    | 1R   | –    | HF   | 3R   |
| US Open         | –    | –    | 1R   | 2R   | –    | –    | 1R   | 2R   | 1R   | 3R   | 1R   | 3R   | 2R   | –    |